# Теорія драматизму
Теорія драматизму — теорія комунікацій, розроблена Кеннетом Берком як метод аналізу людських стосунків і мотивації. Ця теорія є противагою думки низку дослідників про те, що про людину та людські стосунки слід говорити переважно за допомогою матеріалістичних термінів. Тобто Кеннет Берк інтерпретує людське життя за допомогою спеціальної, нематеріалістичної точки зору.

## Про теорію
Теорія докладно викладена у наступних працях Берка (трилогія Motivorum): «Граматика мотивів» (1945), «Риторика мотивів» (1950) та «Символічні мотиви» (не опубліковано). Друга світова війна дуже вплинула на розробку Берком теорії драматизму; він вивчав особливості людської мотивації протягом війни, спостерігаючи за світовими політичними процесами до публікації «Граматики мотивів» у 1945 році. За допомогою своїх основних елементів, наведених нижче, драматизм як метод аналізу намагається відповісти на емпіричні питання про те, як люди пояснюють (раціоналізують) свої дії оточенню та самим собі.

## Драматургічна пентада
У філософії Берка соціальну взаємодію і комунікацію слід розуміти в рамках п'яти елементів: дія, сцена, діяч, засоби і мета. За Берком, до більшості випадків соціальної взаємодії і комунікації слід підходити як до форми драми, результати якої визначаються співвідношенням цих п'яти елементів. Це стало відомими як «драматургічна пентада».
Пентада закріплена в драматургічному методі, згідно з яким відносини між життям і театром розуміються буквально, а не метафорично: адже для Берка весь світ є сценою. Він здійснює літературну критику не як щось формальне, а скоріше як щось, що має важливий соціологічний вплив. Він вважав літературу «посібником для життя», який пропонує народну мудрість і здоровий глузд для людей і, таким чином, визначає їхній спосіб життя.
Сам Берк пише так: «У будь-якому цілісному описі мотивів людини, необхідне якесь слово, що позначає дію (опис того, що сталося), а також слово, що позначає сцену (фон дії). Крім цього, необхідно вказати, яка людина або який тип людини (діяч) виконав акт, які методи або інструменти він використовував (засіб), і мета». Таким чином, п'ять складових пентади — це Дія, Сцена, Діяч, Засоби і Мета.
Берк зазначає, що пентада не є чимось оригінальним; паралель до неї можна знайти у вченні Арістотеля про чотири причини. Аналогічну кореляцію можна знати в журналістських матеріалах: що, хто, коли, де і як.

## Дія і рух
Берк виділяє принципову відмінність між «дією» і «рухом», засновуючи драматизм на першому понятті. Він пише, що:
Ми враховуємо відмінність між «діями» «осіб» і «рухами» «речей». Рух морських хвиль і цикл народження і смерті в біологічних організмах — це приклади чистого руху. Але людина, як тварина, яка користується символами, не може мати такого зв'язку з рухом.
Тобто драматизм намагається уникнути, за словами Берка, «зведення дії до руху».

### Три аксіоми
На основі вищенаведеної різниці між дією і рухом Берк описує «три основні драматичні аксіоми»:
- емпірично, можливість руху без дії;
- не може бути жодних дій без руху;
- дія не зводиться до руху (ця аксіома є основою відмінності між драматизмом і біхевіоризмом).[7]

## Співвідношення «сцена-дія», «сцена-діяч» та інші
Між елементами пентади драматизму Берк виділяє низку слів-пар, своєрідних «співвідношень», які також можуть використовуватися для пояснення дій. Співвідношення «сцена-дія», наприклад, вказує на те, що конкретні дії співвідносяться з конкретною сценою і «розумними» будуть ті пояснення, в яких є узгодженість між діями і їх фоном.

## Застосування
Теорія драматизму може застосовуватися безпосередньо для аналізу драми у художніх творах, як це робить Берк у «Граматиці мотивів»:
|  | «Ворог народу» Ібсена - хороший приклад співвідношення "сцена-дія", тому що кореляції між сценою і діями легко простежуються, якщо тільки тому, що ця репрезентативна драми середнього класу відбувається на тлі типового для середнього класу оточення. |

Драматизм також використовується для аналізу популярної культури. Наприклад, для критики популярного мистецтва К. Рональд Кімберлінг використовує теорію драматизму Берка, стверджуючи, що в ній можна знайти відображення певних елементів попкультури, що, за його словами, деякі інші теорії зробити не дозволяють. Головна сила драматизму як способу аналізу популярного мистецтва, на думку Кімберлінга, — це його чутливість до ролі автора при створенні роботи та ролі авдиторії у прийнятті та розумінні її.
Застосування драматизму знаходить й в аналізі політичних процесів. Такі положення теорії, як співвідношення сцена-дія-агент, використовуються для аналізу сучасних політичних процесів, наприклад, в Ізраїльсько-палестинському конфлікті.

## Критика
Попри центральну роль відмінності рухів та дій у теорії Берка, критики вказують на те, що він мало приділяє увагу детальному поясненню цієї відмінності.
Також визнається, що історичний контекст, у якому була вироблена теорія драматизму (протистояння капіталізму та комунізму, Друга світова війна тощо), значно змінився і тому деякі елементи його теорії просто не можуть функціонувати в сучасних умовах.